# Ernie McCoy
Ernie McCoy (Reading, Pennsylvania, 19 februari 1921 - 4 februari 2001) was een Amerikaans autocoureur. Hij nam deel aan de Indianapolis 500 in 1953 en 1954, waarin hij geen punten scoorde. Zijn beste resultaat was een achtste plaats.